# Planície dos Jarros
A Planície dos Jarros é um sítio arqueológico, onde se encontram mais de 2.100 jarros de pedra que serviam como urnas funerárias, datados do ano de 1.240 a.C. a 660 a.C. Está localizado em Xiangkhoang, no Laos. É um Patrimônio Mundial, tombado pela Organização das Nações Unidas para a Educação, a Ciência e a Cultura (UNESCO), no ano de 2019.

## Construção

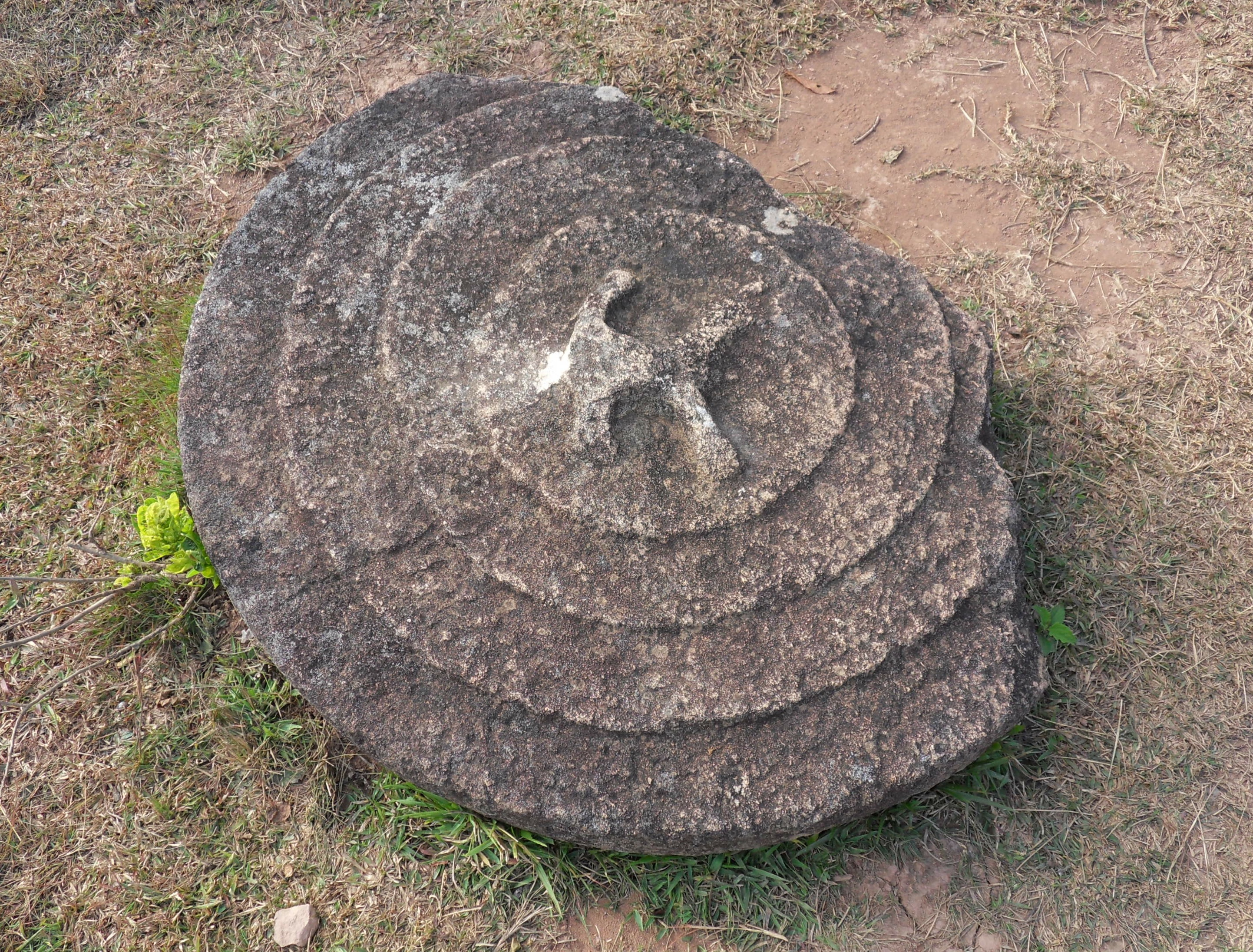
Discos de pedras com entalhes decorativos

Os jarros foram esculpidos em forma de tubo, em sua maioria de arenito, alguns jarros foram esculpidos com conglomerado e/ou brecha. Esses materiais foram obtidos de pedreiras próximas, algumas a 8 quilômetros de distância. Os jarros medem entre 1 e 3 metros de altura e diâmetro. Além dos jarros, as pesquisas arqueológicas encontraram discos de pedra com entalhes decorativos, como figuras zoomórficas ou antropomórficas, círculos concêntricos e molduras circulares, um botão central ou loop. Esses discos podem ter sido usados como tampas das urnas ou lápides.

## Intervenções arqueológicas
Há limitações nas escavações do sítio arqueológico na Planície de Jarras, pois a região possui muitas bombas e minas não detonadas, oriundas da Guerra do Vietnã. E menos de 10% do local está limpo dos artefatos explosivos.
A primeira pesquisa feita no sítio foi em 1935, pela geóloga e arqueóloga francesa Madeleine Colani, da École Française d'Extrême-Orient. Colani escavou duas áreas de jarros e documentou mais de vinte áreas na região. Durante a pesquisa, foi descoberto ossos humanos e artefatos como vasos de cerâmica, contas de pedra, contas de vidro, espirais de fuso, objetos de ferro, joias de bronze, discos auriculares de cerâmica e objetos de pedra moída.
Na década de 1990, houve outra intervenção, feita por Eiji Nitta e Thongsa Sayavongkhamdy. Foi descoberto que envolta dos jarros havia pavimento de pedras lascadas. Também foi observado sepultamentos marcados com lajes de calcário. Através de radiocarbono, foi constatado artefatos datados de 7.552 a.C. a 1.214 d.C.
No ano de 2000, Julie Van Den Bergh e Samlane Luangaphay pesquisaram o sítio, com o apoio da UNESCO. Onde criaram um banco de dados detalhado de 58 áreas exploradas e 26 áreas não exploradas. E, até o momentos, em estudos recentes, são registrados mais de 100 áreas com os jarros.
Em 2016, a equipe do projeto Plain of Jars Archaeological, inventariaram os jarros, as lajes, pedregulhos e discos de pedra. Este inventário possui a geolocalização precisa de cada artefato, as características e o estado de conservação. Também foi analisado que 61% dos restos mortais encontrados dentro dos jarros eram de crianças.
No início do ano de 2020, uma equipe da Australian National University liderada por Louise Shewan e Dougald O'Reilly, através da Luminescência Opticamente Estimulada, descobriu que os jarros datam de 1.240 a.C. a 660 a.C. e os restos mortais datam entre os séculos IX e XIII. Também foi descoberto que os pedregulhos que se encontram ao redor dos jarros são marcadores de jarros funerários enterrados.

## Turismo
Somente três áreas estão abertos para visitação. São eles o Thong Hai Hin, Hai Hin Phu Salato e o Hai Hin Laat Khai. A região possui muitos artifícios de guerra não detonados e o governo da província de Xiang Khouang, o governo do Laos e a UNESCO criaram um programa para salvaguardar os sítios arqueológicos e dar proteção aos visitantes com um trabalho de limpeza dos artefatos explosivos e sinalização nos caminhos seguros.